# Semiothisa obditaria
Semiothisa obditaria är en fjärilsart som beskrevs av Heinrich Benno Möschler 1881. Semiothisa obditaria ingår i släktet Semiothisa och familjen mätare. Inga underarter finns listade i Catalogue of Life.